# Duško Kostić
Duško Kostić (Beli Manastir, 1984.) je osnivač i predsjednik Udruge romskog prijateljstva LUNA. 
Kostić je prvi studijski stipendist (ostali su srednjoškolci) koji je unutar Dekade Roma završio obrazovanje na Sveučilištu u Osijeku, te nastavio s nastojanjima da poboljša uvjete Roma u Hrvatskoj.
25. studenoga 2010. objavljeno je da će Duško Kostić dobiti studentsku nagradu za mir za 2011. godinu za svoj rad u vezi s pravima Roma. Kroz obrazovanje i obrazovni rad nastoji izgraditi mostove i razumijevanje između različitih etničkih skupina u Hrvatskoj. Studentska nagrada za mir dodjeljuje se u ime svih studenata u Norveškoj.
2012. godine je bio idejni pokretač prve Knjižnice alata u Hrvatskoj, koja promiče uz ekološke vrijednosti i integraciju Roma i smanjuje društvene nejednakosti.
2014-2015. godine je s Majom Brus Nemet radio na pitanju uključenosti Roma u obrazovni sustav.
24. lipnja 2015. godine je bio izabran za predsjednika Vijeća romske nacionalne manjine u Gradu Belom Manastiru.
U medijima redovito zagovara kontinuiran i sustavan rad s romskom populacijom i unutar nje same.
2020. godine upisao je doktorski studiji na Sveučilištu u Osijeku.

## Vanjske poveznice
- Mirovna grupa Oaza: Dušku Kostiću u čast